# Blanca Oteyza
Blanca García de Oteyza (Madrid, 14 de mayo de 1965) es una actriz de cine y televisión española.

## Vida personal
Entre 1995 y 2011 estuvo casada con el actor argentino Miguel Ángel Solá. Tienen dos hijas en común: María Luz, nacida en 1996, y Cayetana, nacida en el 2000. Precisamente en la película Octavia de Basilio Martín Patino de año 2002 comparten cartelera.

## Filmografía
- Tiovivo c. 1950 (José Luis Garci, 2004)
- El principio de Arquímedes (Gerardo Herrero, 2004)
- Octavia (Basilio Martín Patino, 2002)
- El amor y el espanto, (Juan Carlos Desanzo, 2001)
- El cóndor de oro (Enrique Muzio, 1996)
- El camino de los sueños (Javier Torre, 1993)

## Televisión
- Cartas de amor en cassette (1993)
- Laberinto sin ley (1997)
- A tortas con la vida (2005-2006)
- C.L.A. No somos ángeles (2007)
- El secreto de Puente Viejo (2020)
- La que se avecina (2020)

## Teatro
En 2003, Oteyza y Solá protagonizaron uno de los grandes éxitos teatrales en España, con Hoy: El diario de Adán y Eva, que sumó 1 200 000 espectadores. En 2012, compartiendo el mismo rubro, ambos protagonizaron "Por el placer de volver a verla", con asistencia de numeroso público y gran aceptación de la crítica especializada.